# Romuald Traugutt
Romuald Traugutt (16 janvier 1826–5 août 1864) est un général polonais.